# Frank Evans
Frank Evans (1849 – Washington, 11 marzo 1934) è stato un attore statunitense che ha lavorato a lungo nel cinema muto.

## Biografia
Non si conoscono altri dati biografici dell'attore. Il suo nome figura per la prima volta nel 1908 in The Vaquero's Vow, un cortometraggio dell'American Mutoscope & Biograph dove è diretto da D.W. Griffith. Fino al 1927, gira 170 film. Muore a 85 anni, l'11 marzo 1934 a Washington D.C.
Appare anche in filmati di repertorio in Proposta in quattro parti, un documentario per la tv del 1985 di Danièle Huillet e Jean-Marie Straub.

## Filmografia
La filmografia è completa. Quando manca il nome del regista, questo non viene riportato nei titoli
Di seguito sono elencati i film interpretati da Frank Evans. Secondo l'Internet Movie Database, Evans girò 172 film

### 1908
- The Vaquero's Vow, regia  di D.W. Griffith - cortometraggio (1908)

### 1909
- With Her Card, regia  di D.W. Griffith  (1909)
- A Fair Exchange, regia di D.W. Griffith (1909)
- Leather Stocking, regia di D.W. Griffith (1909)
- His Lost Love, regia di D.W. Griffith (1909)
- The Expiation, regia di D.W. Griffith (1909)
- Lines of White on a Sullen Sea, regia di D.W. Griffith (1909)
- What's Your Hurry?, regia di D.W. Griffith (1909)
- The Gibson Goddess, regia di D.W. Griffith (1909)
- Nursing a Viper, regia di D.W. Griffith (1909)
- The Light That Came, regia di D.W. Griffith (1909)
- The Restoration, regia di D.W. Griffith (1909)
- A Midnight Adventure, regia di D.W. Griffith (1909)
- The Mountaineer's Honor, regia di D.W. Griffith (1909)
- The Trick That Failed, regia di D.W. Griffith (1909)
- In the Window Recess, regia di D.W. Griffith (1909)
- The Death Disc: A Story of the Cromwellian Period, regia di D.W. Griffith (1909)
- Through the Breakers, regia di D.W. Griffith (1909)
- The Red Man's View, regia di D.W. Griffith (1909)
- A Corner in Wheat, regia di D.W. Griffith (1909)
- In Little Italy, regia di D.W. Griffith (1909)
- To Save Her Soul, regia di D.W. Griffith (1909)
- The Day After, regia di D.W. Griffith (1909)

### 1910
- The Rocky Road, regia di D.W. Griffith (1910)
- The Dancing Girl of Butte, regia di D.W. Griffith (1910)
- On the Reef, regia di D.W. Griffith (1910)
- The Call, regia di D.W. Griffith (1910)
- The Last Deal, regia di D.W. Griffith (1910)
- The Cloister's Touch, regia di D.W. Griffith (1910)
- The Woman from Mellon's, regia di D.W. Griffith (1910)
- The Newlyweds, regia di D.W. Griffith (1910)
- The Impalement, regia di D.W. Griffith (1910)
- A Child of the Ghetto, regia di D.W. Griffith (1910)
- In the Border States, regia di D.W. Griffith (1910)
- The Marked Time-Table, regia di D.W. Griffith (1910)
- A Child's Impulse, regia di D.W. Griffith (1910)
- A Midnight Cupid, regia di D.W. Griffith (1910)
- What the Daisy Said, regia di D.W. Griffith (1910)
- A Child's Faith, regia di D.W. Griffith (1910)
- An Arcadian Maid, regia di D.W. Griffith (1910)
- The House with Closed Shutters, regia di D.W. Griffith (1910)
- The Usurer, regia di D.W. Griffith (1910)
- The Modern Prodigal, regia di D.W. Griffith (1910)
- A Mohawk's Way, regia di D.W. Griffith (1910)
- In Life's Cycle, regia di D.W. Griffith (1910)
- The Oath and the Man, regia di D.W. Griffith (1910)
- Rose O'Salem Town, regia di D.W. Griffith (1910)
- The Iconoclast, regia di D.W. Griffith (1910)
- That Chink at Golden Gulch, regia di D.W. Griffith (1910)
- The Masher di Frank Powell (1910)
- The Broken Doll, regia di D.W. Griffith (1910)
- The Banker's Daughters, regia di D.W. Griffith (1910)
- The Fugitive, regia di D.W. Griffith (1910)
- A Child's Stratagem, regia di D.W. Griffith (1910)
- Winning Back His Love, regia di D.W. Griffith (1910)
- His Wife's Sweethearts di Frank Powell (1910)

### 1911
- The Two Paths, regia di D.W. Griffith  (1911)
- Fate's Turning  di D.W. Griffith (1911)
- The Poor Sick Men co-regia Frank Powell   (1911)
- What Shall We Do with Our Old? di D.W. Griffith  (1911)
- Conscience di D.W. Griffith  (1911)
- A Country Cupid di D.W. Griffith  (1911)
- The Ruling Passion di D.W. Griffith (1911)
- Swords and Hearts  di D.W. Griffith (1911)
- Her Awakening, regia di D.W. Griffith (1911)
- The Making of a Man, regia di David W. Griffith (1911)
- The Adventures of Billy  di D.W. Griffith (1911)
- The Long Road di D.W. Griffith  (1911)
- Dooley's Scheme di Mack Sennett (1911)
- Cuore d'avaro (The Miser's Heart), regia di David W. Griffith (1911)
- A Woman Scorned di D.W. Griffith  (1911)
- The Failure, regia di David W. Griffith (1911)
- A Terrible Discovery, regia di D.W. Griffith (1911)

### 1912
- The Baby and the Stork, regia di D.W. Griffith e Frank Powell (1912)
- The Transformation of Mike, regia di D.W. Griffith (1912)
- Billy's Stratagem, regia di D.W. Griffith  (1912)
- Under Burning Skies, regia di D.W. Griffith (1912)
- Iola's Promise, regia di David W. Griffith – cortometraggio (1912)
- The Goddess of Sagebrush Gulch, regia di D.W. Griffith (1912)
- Those Hicksville Boys, regia di Mack Sennett (1912)
- Oh, Those Eyes, regia di Mack Sennett (1912)
- Their First Kidnapping Case, regia di Mack Sennett (1912)
- Help! Help!, regia di Mack Sennett e Dell Henderson (1912)
- Won by a Fish, regia di Mack Sennett (1912)
- One Is Business, the Other Crime, regia di D.W. Griffith (1912)
- The Leading Man, regia di Mack Sennett (1912)
- When the Fire-Bells Rang, regia di Mack Sennett (1912)
- A Lodging for the Night, regia di D.W. Griffith (1912)
- When Kings Were the Law, regia di D.W. Griffith (1912)
- Helen's Marriage, regia di Mack Sennett (1912)
- A Close Call, regia di Mack Sennett (1912)
- Algy the Watchman, regia di Henry Lehrman (1912)
- Home Folks, regia di D.W. Griffith (1912)
- A Temporary Truce, regia di D.W. Griffith (1912)
- Neighbors, regia di Mack Sennett (1912)
- One Round O'Brien, regia di Mack Sennett (1912)
- His Own Fault, regia di Mack Sennett (1912)
- Heaven Avenges, regia di D.W. Griffith e Frank Powell (1912)
- Black Sheep co-regia Wilfred Lucas  (1912)
- The Narrow Road, regia di D.W. Griffith (1912)
- The Tourists di Mack Sennett (1912)
- Tragedy of the Dress Suit di Mack Sennett (1912)
- Blind Love di D.W. Griffith (1912)
- Friends di D.W. Griffith (1912)
- A Feud in the Kentucky Hills di D.W. Griffith (1912)
- The Musketeers of Pig Alley di D.W. Griffith (1912)
- Brutality di D.W. Griffith (1912)
- My Hero di D.W. Griffith (1912)
- The Burglar's Dilemma di D.W. Griffith (1912)
- The God Within di D.W. Griffith (1912)

### 1913
- Three Friends di D.W. Griffith (1913)
- A Misappropriated Turkey di D.W. Griffith (1913)
- Oil and Water di D.W. Griffith (1913)
- Love in an Apartment Hotel di D.W. Griffith (1913)
- The Unwelcome Guest, regia di D.W. Griffith (1913)
- Fate di D.W. Griffith (1913)
- The Hero of Little Italy di D.W. Griffith (1913)
- The Left-Handed Man di D.W. Griffith (1913)
- The Yaqui Cur di D.W. Griffith (1913)
- Olaf-An Atom, regia di Anthony O'Sullivan - cortometraggio (1913)
- A Timely Interception di D.W. Griffith (1913)
- Red Hicks Defies the World di Dell Henderson (1913)
- The Switch Tower di Anthony O'Sullivan (1913)
- Her Mother's Oath di D.W. Griffith (1913)
- The Reformers; or, The Lost Art of Minding One's Business di D.W. Griffith (1913)
- The Suffragette Minstrels di Dell Henderson (1913)
- The Law and His Son, regia di Anthony O'Sullivan - cortometraggio (1913)
- The Stopped Clock di Anthony O'Sullivan (1913)
- Old Coupons di Anthony O'Sullivan (1913)
- The Detective's Stratagem (1913)
- By Man's Law di Christy Cabanne (1913)

### 1914
- Stolen Honours, regia di Joe Evans (1914)
- Giuditta di Betulla (Judith of Bethulia), regia di D.W. Griffith (1914)
- Brute Force (1914)
- The New Reporter (1914)
- The Gold Thief, regia di Dell Henderson (1914)
- The New Road's Mascot, regia di Anthony O'Sullivan (1914)
- The Tides of Sorrow, regia di J. Farrell MacDonald (1914)
- The Dole of Destiny (1914)
- His Old Pal's Sacrifice (1914)
- The Woman in Black, regia di Lawrence Marston (1914)
- The Bond Sinister, regia di J. Farrell MacDonald (1914)

### 1915
- From the Shadow (1915)
- The Inevitable Retribution (1915)
- The Dancer's Ruse (1915)

- The Box of Chocolates (1915)
- The Family Stain, regia di Will S. Davis (1915)
- Destruction, regia di Will S. Davis (1915)

### 1916
- Her Maternal Right, regia di John Ince e Robert Thornby (1916)
- The World's Great Snare, regia di Joseph Kaufman (1916)
- The Unwelcome Mother, regia di James Vincent (1916)
- Beyond the Wall o The Madness of Helen, regia di Travers Vale (1916)
- The Battle of Life, regia di James Vincent (1916)

### 1917
- The Argyle Case, regia di Ralph Ince (1917)
- The Love That Lives, regia di Robert G. Vignola (1917)
- Miss U.S.A., regia di Harry F. Millarde (1917)

### 1918
- The Knife, regia  di Robert G. Vignola (1918)
- Peg of the Pirates, regia  di O.A.C. Lund (1918)

- Conquered Hearts, regia  di Francis J. Grandon (1918)
- Oh, Johnny!, regia  di Ira M. Lowry (1918)

### 1919
- High Pockets, regia di Ira M. Lowry (1919)

- The Open Door, regia di Dallas M. Fitzgerald (1919)

### 1920/1927
- The Flaming Clue, regia di Edwin L. Hollywood (1920)
- The Tiger's Cub, regia  di Charles Giblyn (1920)
- Giovinezza (Experience), regia  di George Fitzmaurice (1921)
- Backbone, regia di Edward Sloman (1923)
- Flying Fists, regia  di Lawrence C. Windom (1924)
- Love of Women, regia  di Whitman Bennett (1924)
- Breaking In - cortometraggio (1925)
- The Knockout, regia  di Lambert Hillyer (1925)
- The Police Patrol, regia  di Burton L. King (1925)
- Running Wild, regia  di Gregory La Cava (1927)

### 1985
- Proposta in quattro parti documentario di Danièle Huillet e Jean-Marie Straub (1985)